# رمبتون (كامبريدجشير)
رمبتون (بالإنجليزية: Rampton, Cambridgeshire)‏ هي قرية و أبرشية مدنية تقع في المملكة المتحدة في إنجلترا. يقدر عدد سكانها بـ 440 نسمة .